# Racomitrium muticum
Racomitrium muticum là một loài Rêu trong họ Grimmiaceae. Loài này được (Kindb.) Frisvoll mô tả khoa học đầu tiên năm 1983.